# Stroke
Stroke: A Journal of Cerebral Circulation – amerykańskie naukowe czasopismo medyczne o zasięgu międzynarodowym, wydawane od 1970. Specjalizuje się w publikowaniu prac dotyczących krążenia mózgowego. Miesięcznik.
Czasopismo jest częścią rodziny tytułów naukowych wydawanych przez American Heart Association/American Stroke Association (AHA/ASA). Pokrewne czasopisma wydawane przez AHA/ASA to: „Arteriosclerosis, Thrombosis, and Vascular Biology”, „Circulation”, „Circulation Research”, „Hypertension”, „JAHA – Journal of the American Heart Association”, „Circulation: Arrhythmia and Electrophysiology”, „Circulation: Cardiovascular Genetics”, „Circulation: Cardiovascular Imaging”, „Circulation: Cardiovascular Interventions”, „Circulation: Cardiovascular Quality and Outcomes” oraz „Circulation: Heart Failure”. Kwestie wydawniczo-techniczne tytułu leżą w gestii medycznej marki wydawniczej Lippincott Williams & Wilkins, która należy do koncernu Wolters Kluwer.
Czasopismo publikuje raporty z badań klinicznych i podstawowych dotyczących dowolnego aspektu krążenia mózgowego i jego chorób z perspektywy wielu dyscyplin, w tym: anestezjologii, intensywnej opieki medycznej, epidemiologii, chorób wewnętrznych, neurologii, neurookulistyki, neuropatologii, neuropsychologii, neurochirurgii, medycyny nuklearnej, pielęgniarstwa, radiologii, rehabilitacji, patologii mowy, fizjologii naczyń i chirurgii naczyniowej. Czasopismo adresowane jest m.in. do neurologów, kardiologów, chirurgów naczyniowych, internistów, neurochirurgów, pielęgniarek i fizjologów.
Redaktorem naczelnym (ang. editor-in-chief) czasopisma jest Marc Fisher, związany z University of Massachusetts.
Pismo ma współczynnik wpływu impact factor (IF) wynoszący 6,239 (2017) oraz wskaźnik Hirscha równy 285 (2017). W międzynarodowym rankingu SCImago Journal Rank (SJR) mierzącym wpływ, znaczenie i prestiż poszczególnych czasopism naukowych „Stroke” zostało w 2017 sklasyfikowane na:
- 9. miejscu wśród czasopism z dziedziny neurologii klinicznej[8]
- 12. miejscu wśród czasopism z dziedziny neuronauki[9].
- 16. miejscu wśród czasopism z dziedziny kardiologii i medycyny sercowo-naczyniowej[10].

W polskich wykazach czasopism punktowanych przez Ministerstwo Nauki i Szkolnictwa Wyższego publikacja w tym czasopiśmie otrzymywała w latach 2013–2016 po 45 punktów.
Czasopismo indeksowane jest w Biological Abstracts, BIOSIS, CAB Abstracts, CINAHL, Chemical Abstracts, Current Contents, Embase, MEDLINE, Science Citation Index Expanded oraz w bazie PubMed.